# Kultura dawnych Słowian
Kultura dawnych Słowian – słowianie we wczesnym średniowieczu zajmowali znaczne połacie Europy środkowej i wschodniej. Pierwotnie, w rodzinie języków indoeuropejskich, stanowili jedną grupę z Bałtami. Współcześnie większość badaczy skłania się, by prakolebki Słowian przed ich wielką ekspansją poszukiwać w północnym dorzeczu Dniepru i Desny. W Europie od połowy XIX wieku nauki historyczne dążyły do ustalenia cech kultury słowiańskiej. W późniejszych badaniach (druga połowa XX wieku) badacze doszli do przekonania, że po ustaniu wędrówki ludów nie było już jednolitej kultury Słowian. Pierwsi badacze zajmujący się ustaleniem cech kultury słowiańskiej to przede wszystkim Aleksander Brückner i Lubor Niederle. Badacze rosyjscy jak Bazylow, Dowżienok, Grekow, Juszkow lub Koropatkin starali się dowieść, że kultura słowiańska miała swe początki na wschodzie, ustalenia te znalazły również potwierdzanie we współczesnych opracowaniach między innymi czeskich i polskich oraz źródłach archeologicznych.

## Osadnictwo

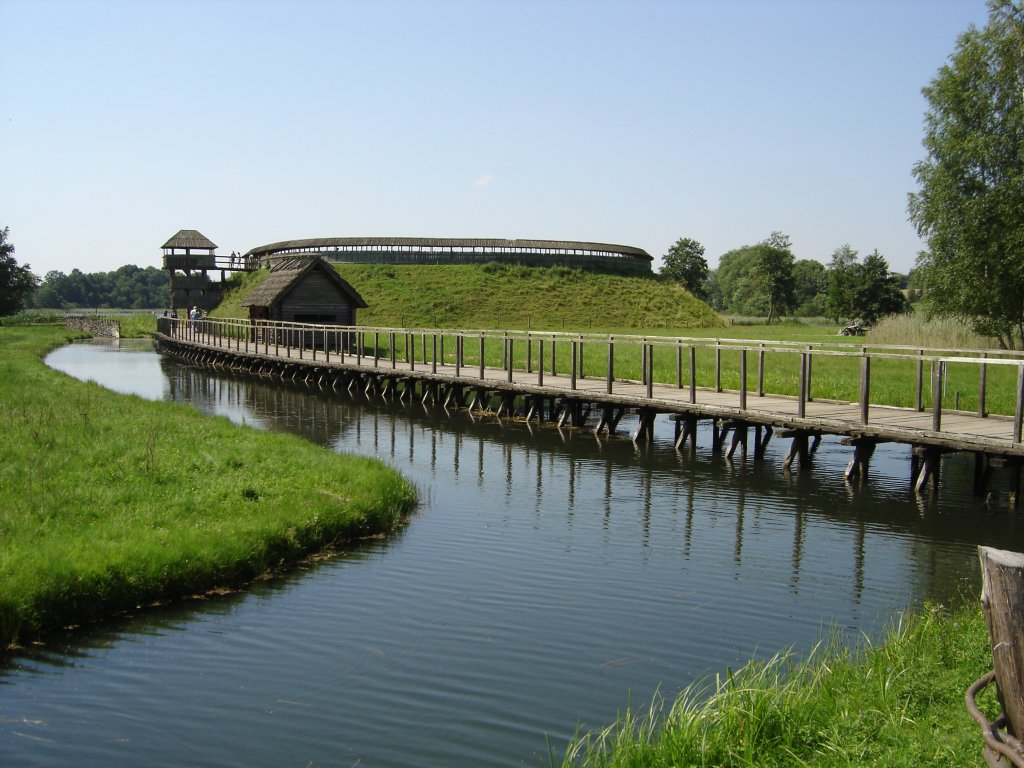
Rekonstrukcja grodu w Gross Raden

Osadnictwo słowiańskie trzymało się pierwotnie rzek i strumieni – naturalnych ciągów komunikacyjnych – przy czym najstarsze formy zabudowy, to na terenach bezpiecznych (np. otoczonych nieprzebytym borem) wsie zwane ulicówkami, zaś na terenach narażonych na ewentualną napaść okolnice. W osadzie tego drugiego typu domostwa skupiały się wokół placu, który zazwyczaj zamykano bramą. Plac służył do spędu bydła na noc, a zwarta zabudowa ułatwiała obronę przed najściem mniejszej bandy rabusiów. Wobec poważniejszego ataku mieszkańcy osad szukali schronienia w grodach obronnych, które zaczęto budować od VI–VII wieku. Otoczone były solidnymi wałami, które powstawały z kilkudziesięciu warstw kłód. Najczęściej używano do tego drewna dębowego, co przyczyniało się do wycinania dużych połaci lasu. Drewno transportowano nawet z odległości kilkudziesięciu kilometrów. Przygotowane kłody układano w stosy – jedne na drugich. Tak przygotowaną konstrukcję przysypywano ziemią, gliną i kamieniami. Gdy gród rozrastał się o kolejne człony, wały były poszerzane o kolejne konstrukcje. Zniszczone lub stare zastępowano nowymi. Wały chroniły mieszkańców grodu przed atakami z zewnątrz. Były odporne na ostrzał i podkop, a drewno przykryte ziemią utrudniało podpalenie konstrukcji. Osady leżące na wyspach łączono z lądem drewnianymi mostami lub groblami. Do wnętrza prowadziła drewniana brama, nad którą często budowano także wieżę obronną. Słowianie znali różnorodne typy mieszkań. Zamieszkiwali szałasy, ziemianki, budowle palowe oraz domy naziemne. Budynki zmieniały się w zależności od okolicy i zwyczajów mieszkańców. Osady najczęściej były zabudowywane drewnianymi chatami jednoizbowymi o niewielkich rozmiarach. Obok nich stawiano pomieszczenia dla zwierząt oraz spichrze. Na środku izby mieszkalnej bądź w narożnikach ustawiano paleniska, które zapewniały ciepło. Ściany często bielono wapnem, co zapewniało ochronę przed insektami oraz rozjaśniało pomieszczenie. Podłoga najczęściej stanowiła ubita glina (klepisko).

## Zajęcia

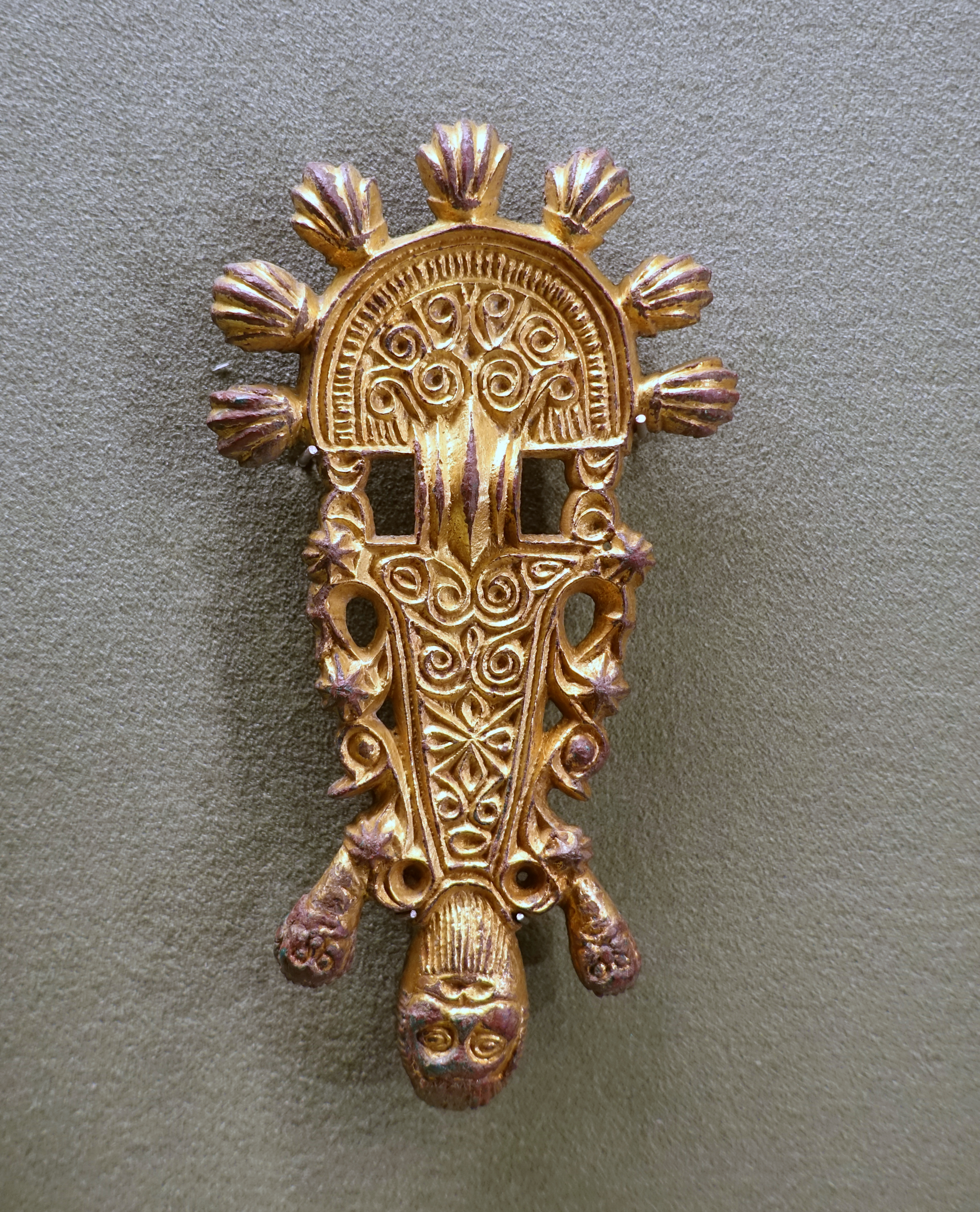
Złota broszka, ok. 600-650 rne NS. Morgan Library & Museum, Nowy Jork.

Słowianie opierali swój byt przede wszystkim na hodowli zwierząt oraz uprawie roli. Użytki rolne najczęściej znajdowały się na przygotowanych wcześniej rozległych polanach, które często otoczone były lasami. Po wykarczowaniu określonych obszarów leśnych podejmowano się uprawy zboża, np. prosa, jęczmienia, pszenicy czy żyta. Uprawiano także rośliny oleiste i włókniste, takie jak len czy mak, oraz rośliny strączkowe: groch, bób i soczewicę. Sadzono także warzywa, a w okresie letnim zbierano owoce: czereśnie, brzoskwinie, jabłka i gruszki. W ramach gospodarki naturalnej każda rodzina sama zaspokajała swoje potrzeby. Rolnik był cieślą, wytwórcą narzędzi, pszczelarzem i piwowarem, kobieta wychowywała dzieci, gotowała strawę, tkała płótna i szyła z nich odzież. Łowca wyprawiał skóry i futra oraz robił obuwie. Lokowanie osad nad rzekami wiązało się także z zajęciami takimi jak rybołówstwo czy bobrownictwo.
Tylko dwa zawody wyodrębnione zostały w czasach przedhistorycznych – garncarstwo i kowalstwo. Naczynia były wysmukłe, najpierw robione ręcznie, potem przy użyciu koła garncarskiego. Charakterystyczne były garnki bez ucha, posiadające zamiast niego specyficzny uchwyt w postaci wygiętego brzegu, a na dnie naczynia umieszczano znaki z postaci krzyży, swastyk i okręgów. Mogły one przedstawiać znak charakterystyczny dla danego garncarza bądź odstraszać demony. Kowale kuli konie, w późniejszym okresie wytwarzali lemiesze żelazne do pługów (będących rozwinięciem radła i sochy), podstawowe narzędzia metalowe i broń (noże, ostrza włóczni i toporów).
Słowianie dość wcześnie zapoznali się z techniką wytwarzania zimnej stali i hartowania metalu, o czym świadczy etymologia słowa * nakalъ, (przedrostek na w znaczeniu „leżeć” i rdzeń * kalъ, „surowe błoto”, "glina"). Niektóre rodzaje broni (sztylety i miecze), pochodziła z importu, przypuszczalnie głównie z terenu Moraw i Niemiec.

## Społeczeństwo
Organizacja społeczna plemion była oparta na wielopokoleniowej rodzinie. Najstarszy z rodu sprawował władzę nad pozostałymi członkami rodziny. Pełnił także funkcje kapłańskie oraz składał ofiary bogom. W osadach główną rolę odgrywała rada starszych, a także główny kapłan zwany żercą. Kierowano się także prawem zwyczajowym. Najbliższe siebie osady tworzyły wspólnotę, nad którą ciążyła odpowiedzialność zbiorowa, tzn. że cała społeczność była odpowiedzialna na przykład za schwytanie sprawcy. Po ogłoszeniu wyroku, karę wymierzała rodzina. Narady i sądy odbywały się na tzw. wiecu w którym mieli prawo uczestniczyć wszyscy wolni mężczyźni.

## Wierzenia
Słowianie, tak jak i inne ludy pierwotne, oddawali cześć siłom przyrody. Na pierwszym miejscu znajdował się kult słońca, którego uosobieniem był czczony w całej Słowiańszczyźnie Swarożyc. Niektóre plemiona słowiańskie budowały dla tych bóstw bogate chramy zawiadywane przez wyodrębniony, podobny druidom stan kapłański. U większości plemion świątyń jednak nie budowano, oddając cześć bogom w „świętych gajach”. Oprócz głównych bóstw istniały pomniejsze duchy natury – rzeczne, leśne, polne i domowe.
Każda rodzina czciła duchy swych przodków. Wierzono, że przebywają one w ciemnych i zimnych zaświatach, zazdroszcząc żyjącym. By je przebłagać i odwieść od pojawiania się wśród żyjących składano im ofiary zarówno w domu, jak i podczas obchodzonych na wiosnę i na jesieni świąt zmarłych, kiedy to odwiedzano żalniki niosąc na groby jedzenie. Śmierć budziła u Słowian respekt. Po śmierci, zmarłego ubierano w najlepsze odzienie, strojono biżuterią i zawijano w białe płótno. Ciało układano na stosie wraz z wieloma rzeczami należącymi do zmarłego, np. bronią. Następnie podpalano. Towarzyszyły temu modlitwy, śpiew, a także muzyka. Spalone zwłoki chowano w naczyniach glinianych, które następnie wkładano do ziemi bez zaznaczania obecności grobu, z terenów Polskich znanych jest tylko kilka takich grobów. W późniejszym okresie zaczęto także sypać kurhany. Znano także pochówki szkieletowe. Ważną częścią obrzędu pogrzebowego była także tryzna, odpowiednik dzisiejszej stypy. Urządzano ją nie tylko po pogrzebie, ale także w późniejszym okresie, często podczas świąt. Znali też Słowianie bóstwa Doli (szczęścia) i Niedoli (nieszczęścia). Z czasem jednak ich kult przemieszał się z kultem przodków.
Z rytmem pór roku, zajęć i wierzeniami związany był przypuszczalnie słowiański sposób opisywania czasu. Przypuszcza się, iż istniał słowiański kalendarz dzielący rok na dwanaście miesięcy (naczynie z Lepiesówki w rej.biłohirskim), inne znaleziska wskazują na inny podział dotyczący tylko okresu wegetacyjnego kwiecień-sierpień.

## Handel
Początkowo był to wyłącznie handel wymienny pomiędzy osadami jednego opola i plemienia.